# Fortim de São Fernando
O Fortim de São Fernando localizava-se em posição dominante na encosta do morro de Santo Antônio, próximo à Igreja de Nossa Senhora da Conceição, em Salvador, no litoral do estado brasileiro da Bahia.

## História
Foi erguido a partir de 1797 em faxina e terra, com planta no formato de um polígono retangular, tendo sido artilhado com onze peças de calibres 12 libras e 8. Cruzava fogos com o Forte de São Diogo e com o Forte de Santa Maria (BARRETTO, 1958:173).
Demolido em 1811, no seu local foi edificado, com pedras de cantaria retiradas da Fortaleza do morro de São Paulo, entre 1814 e 1816, o imóvel da atual Casa da Associação Comercial da Bahia, à Praça Conde dos Arcos em Salvador, tombado pelo Serviço do Patrimônio Histórico e Artístico Nacional desde 1938 (SOUZA, 1983:162).